# Viasat 1
Viasat 1 är en ghanansk TV-kanal som ägs av svenska MTG. Kanalen lanserades i december 2008 och är idag landets näst största TV-kanal. Kanalen är reklamfinansierad och sänder 20 timmar om dygnet.